# Karyn Kupcinet
Karyn Kupcinet (6 de marzo de 1941 – 28 de noviembre de 1963) fue una actriz de cine, teatro y televisión estadounidense. Fue la única hija del reconocido columnista del diario Chicago Sun-Times Irv Kupcinet. Tuvo una breve carrera en la década de 1960 antes de ser encontrada sin vida en su casa en West Hollywood, California.

## Biografía

### Inicios
Roberta Lynn Kupcinet nació en Chicago, hija de Irv Kupcinet, columnista del diario Chicago Daily Times, y su esposa Esther "Essee" Solomon Kupcinet. Hizo su debut en la actuación a los trece años en la producción Anniversary Waltz. Estudió ocasionalmente en la famosa academia Actors Studio en la ciudad de Nueva York.

### Carrera como actriz

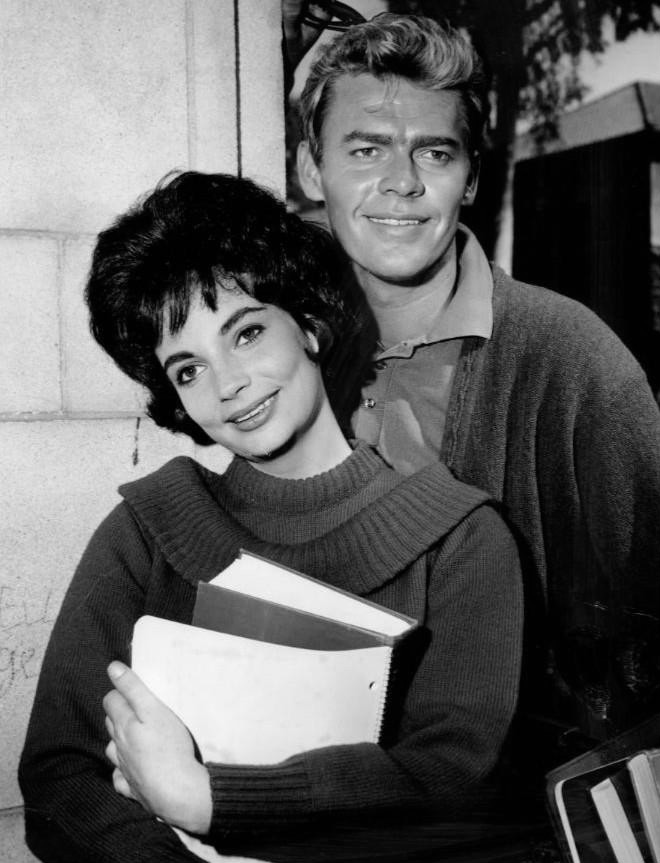
Kupcinet con Skip Ward en Mrs. G. Goes to College, 1961

Kupcinet fue animada por su madre para que se convirtiera en actriz, aprovechando la notoriedad de su padre en los medios. En 1961, Jerry Lewis le ofreció participar en la película The Ladies Man, donde realizó un papel como extra. En 1962 encarnó a Annie Sullivan en la producción teatral The Miracle Worker. Fue invitada a varios programas televisivos como The Donna Reed Show, The Wide Country, G.E. True y Going My Way. Obtuvo un rol recurrente en la serie Mrs. G. Goes to College.
Su última aparición en la pantalla ocurrió en la serie Perry Mason en el rol de Penny Ames, en un capítulo titulado "The Case of the Capering Camera". El episodio fue transmitido por la CBS el 16 de enero de 1964, dos meses después del fallecimiento de Karyn.

### Fallecimiento
Seis días después del asesinato del presidente John F. Kennedy, el cuerpo de Kupcinet fue hallado sin vida en su vivienda en West Hollywood, California. Aunque se presume que fue asesinada, nunca se supo a ciencia cierta la causa de su muerte.

## Filmografía
| Año          | Título                 | Rol                | Notas                                       |
| ------------ | ---------------------- | ------------------ | ------------------------------------------- |
| 1960 to 1961 | Hawaiian Eye           | Maila Terry Crane  | 2 episodios                                 |
| 1960         | The Andy Griffith Show | Hanna Carter       | Episodio: "A Feud is a Feud"                |
| 1961         | The Donna Reed Show    | Jeannie            | Episodio: "Mary's Little Lambs"             |
| 1961         | The Ladies Man         | Trabajadora        |                                             |
| 1961 to 1962 | The Gertrude Berg Show | Carol              | 3 episodios                                 |
| 1962         | The Red Skelton Show   | Janet - Secretaria | Episodio: "How to Fail..."                  |
| 1962         | G.E. True              | Marybelle          | Episodio: "The Handmade Private"            |
| 1963         | The Wide Country       | Barbara Rice       | Episodio: "A Cry from the Mountain"         |
| 1963         | Going My Way           | Amy                | Episodio: "Has Anyone Seen Eddie?"          |
| 1964         | Perry Mason            | Penny Ames         | Episodio: "The Case of the Capering Camera" |